# Triangolo della Sedia

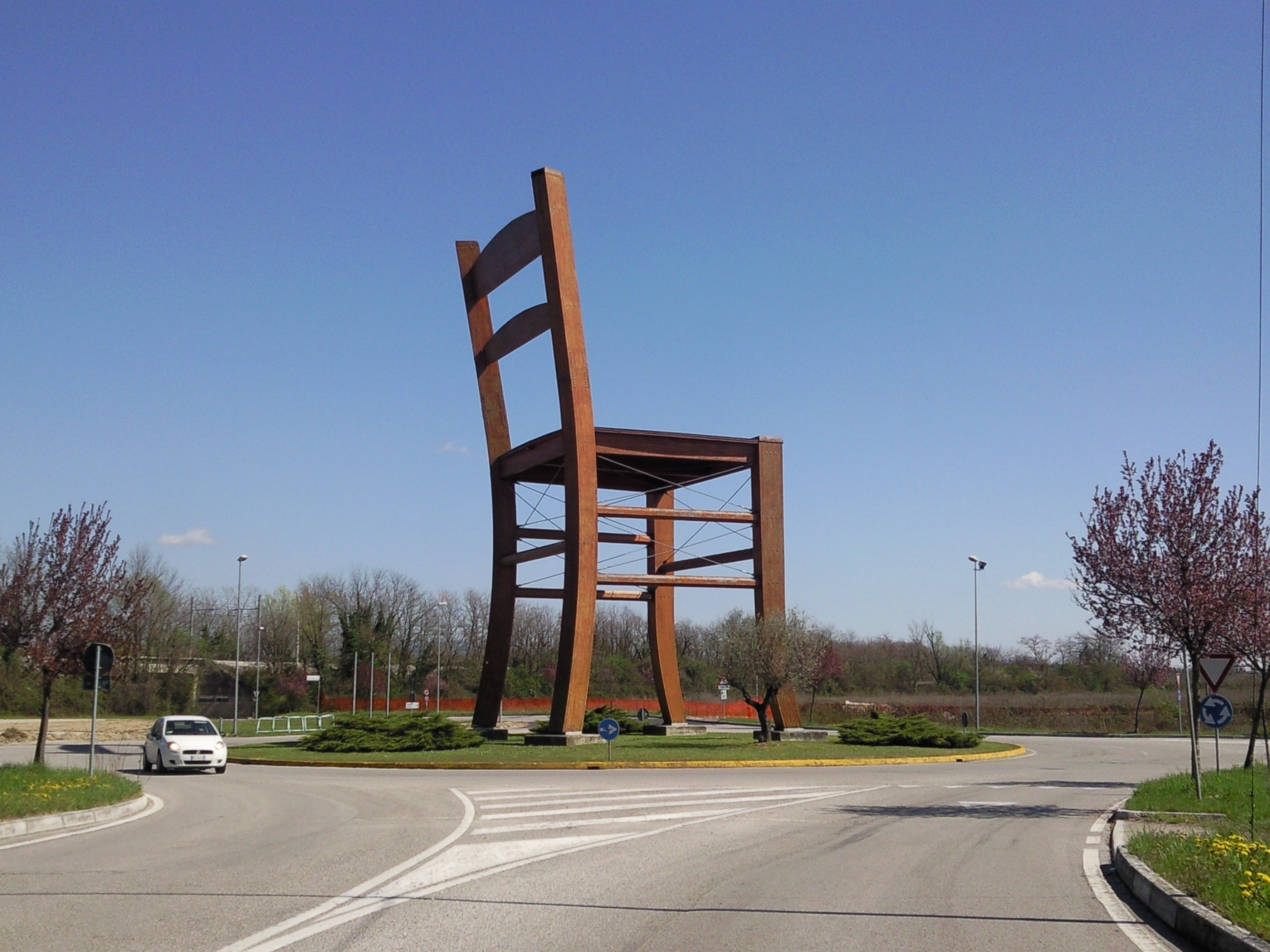
La Grande sedia di Manzano, simbolo del Triangolo della Sedia (demolita il 20 dicembre 2016).

Il Triangolo della Sedia è un distretto industriale collocato nel cuore del Friuli-Venezia Giulia e situato in provincia di Udine, rilevante per l'economia friulana negli anni 1970. I tre comuni che costituivano i vertici del Triangolo erano: Manzano, San Giovanni al Natisone e Corno di Rosazzo. Ad oggi è internazionalmente riconosciuto come Distretto della Sedia che si estende per 220 km² e comprende, oltre ai tre originari, i comuni di Aiello del Friuli, Buttrio, Chiopris-Viscone, Moimacco, Pavia di Udine, Premariacco, San Vito al Torre e Trivignano Udinese.